# أ. في. وليامز جاكسون
أ. في. وليامز جاكسون (بالإنجليزية: A. V. Williams Jackson)‏ هو لغوي ومترجم أمريكي، ولد في 9 فبراير 1862 في نيويورك في الولايات المتحدة، وتوفي بنفس المكان في 8 أغسطس 1937.

## وصلات خارجية
- أ. في. وليامز جاكسون على موقع الموسوعة البريطانية (الإنجليزية)